# Az utolsó pillanatban
Az utolsó pillanatban (The Little Things You Do Together) a Született feleségek (Desperate Housewives) című amerikai filmsorozat hatvanegyedik epizódja. Az Amerikai Egyesült Államokban először az ABC (American Broadcasting Company) adó sugározta 2007. február 18-án.

## Az epizód cselekménye
Miután Gabrielle előző este jól felöntött a garatra, Zach Young mellett ébred, a saját ágyában. S nem elég, hogy az alkoholtól rettenetesen másnapos, még a srác alsónadrágos látványa is szörnyen kiborítja. Bree és Orson mindketten kórházban vannak. Orson-ról persze mindenki azt hiszi, hogy öngyilkosságot kísérelt meg, ezért azonnal egy pszichiáter veszi kezelésbe, miközben Carlos és Mike azon aggódnak, hogy a férfi nehogy emlékezzen.Tom egyre feszültebbé válik a Scavo Pizzéria megnyitójának közeledtével, mialatt Lynette mindent megtesz annak érdekében, hogy az előkészületek a legnagyobb rendben haladjanak. A megnyitó aztán csodálatosra sikerül, és a nagy bejelentések estéjévé teljesedik ki. Az otthon lábadozó Bree-nél, váratlanul megjelenik Gloria, hogy gonosz tervét végrehajtsa.

## Mellékszereplők
- Valerie Mahaffey - Alma Hodge
- Dougray Scott - Ian Hainsworth
- Dixie Carter - Gloria Hodge
- Kathleen York - Monique Polier
- Cody Kasch - Zach Young
- Pat Crawford Brown - Ida Greenberg
- Ernie Hudson - Ridley nyomozó
- Carl Mueller - Edwin Hodge
- Stephen Mahoney - Mentőasszisztens
- Wendy Worthington - Parker nővér
- Donna Cherry - 2. ápolónő
- Richard Penn - Dr. Gainsburg

## Mary Alice epizódzáró monológja
- A narrátor, Mary Alice monológja az epizód végén így hangzik (a magyar változat alapján):

"Meglepő dolog történt Orson Hodge-dzsal, mikor kifelé tartott a széplaki kórházból. Az élete kezdett leperegni a szeme előtt. De amit látott, nem a múltja volt, hanem a jövője. Szokványos kertvárosi napok, tele szokványos kertvárosi pillanatokkal, melyeket egytől egyig megszépít a feleség, aki az oldalán áll. Igen, Orson végre képes volt elképzelni egy titkok és fájdalmak nélküli életet. És már alig várta, hogy elkezdődjék."

## Epizódcímek szerte a világban
- Angol: The Little Things You Do Together (A kis dolgok, amiket együtt csináltok)
- Francia: Un hôte indésirable (Egy nemkívánatos gazda)
- Német: Teuflisch (Ördögi)
- Olasz: Le piccole cose che si fanno insieme (A kis dolgok, amiket együtt csináltok)
- Spanyol: Las cosas que hacemos (A dolgok, amiket csinálunk)